# まんぼう
まんぼう（1978年9月6日 - ）は、水中パフォーマーであり、マジシャンでもある。山口県宇部市出身。オフィストゥリトネス所属。福岡県北九州市小倉北区でマジックバーまんぼうを経営。本名、藤瀬裕之（ふじせひろゆき）。

## 略歴
宇部市立桃山中学校、山口県立宇部中央高等学校、広島大学教育学部に学ぶ。
ぜんそくを治すため水泳を始め、中学から大学まで競泳選手として全国大会などにも出場する。映画ウォーターボーイズに影響を受け、水中パフォーマンスに興味を持ち、2003年お台場冒険王ウォーターボーイズショーのオーデションを受け、出演。その後 水の導化師トゥリトネスのメンバーへ。トゥリトネス活動中、自分にしかできない技を身につけようと本格的にマジックの勉強を始め、路上でのパフォーマンスで経験を積み、現在ではマジシャンとして活動する。
バー・レストラン・結婚式など各種イベントに出演。マジックサークル「レア」会員。
S1グループとマジシャン契約。東急ハンズ広島店とディーラー契約。
山口県山口市「ホテル翠山荘」のブライダルイリュージョンをプロデュース。
広島県広島市「ホテルグランヴィア」ブライダルマジシャン契約。
2011年6月、東北の震災被災地の避難所・幼稚園・小学校約25箇所でボランティアマジックショーを行う。
世界初、シンクロナイズドスイミングとマジックを融合させた「プールイリュージョン」をプロデュース。
2014年、山口県宇部市にマジックバーまんぼうをオープン。
2016年、福岡県北九州市小倉北区に2号店となるマジックバーまんぼう小倉店をオープン。

## 受賞歴
- MOVE MAGIC CONTEST Vol.1 優勝。
- マジシャンズチーム【レア】主催　マジックバトル優勝。
- 投げ銭バトル2011優勝。
- MOVE MAGIC CONTEST Vol.3 クロースアップ部門 優勝
- MOVE MAGIC CONTEST FINAL クロースアップ部門 優勝

### 主な出演歴
- 三原駅前路上パフォーマンス
- 広島本通り路上パフォーマンス
- 倉敷駅前路上パフォーマンス
- 福山駅前路上パフォーマンス
- 福山地区バーテンダー協会主催カクテルパーティー
- ゲームアーク西条中央店オープニングイベント
- ふくやま大道芸2008
- ドコモショップオープニングイベント
- 広島市アリスガーデンライブイベント
- 富士急ハイランド園内パフォーマンス
- ライオンズクラブパーティー
- 広島プリンスホテル某企業パーティー
- マクドナルド送別会
- 三原市医療関係者パーティー
- 三原市・よいえびす 4～7月 週4回テーブルホッピング
- 尾道市・レスポワール テーブルホッピング
- 東急ハンズ広島店 ディーラー契約
- S1グループ マジシャン契約
- 広島市内料亭にて企業様社員旅行でマジックショー
- 結婚式・結婚式2次会マジックショー
- 三原市内老人介護施設にてマジックショー
- 新涯ふれあいフェスティバル出演
- 福山地区バーテンダー協会主催カクテルパーティー2008
- 某企業クリスマスパーティー@THE WALL
- 広島県広島市「マジックバー ミステリー」周年記念イベント出演
- 山口県長門市「ホテル楊貴館」クリスマスディナーショー
- 山口県宇部市「ココランド山口」クリスマスディナーショー
- グァム レオパレスリゾートホテル 夏休みディナーショー
- グァム レオパレスリゾートホテル カウントダウンディナーショー

## 水中パフォーマーとして
年間を通して全国のスイミングクラブ・レジャープール・学校などで水中パフォーマンス

### イベント
- 2003年　お台場冒険王 ウォーターボーイズショー
- 2004年　お台場冒険王 ウォーターボーイズショー2・お台場「夏のソナタ」出演
- 2005年　お台場「月とスッポンぽん」・ロサンゼルス公演出演・上陸計画～冬はやっぱり寒いから～
- 2006年　富士急ハイランド トゥリトネスWB公演
- 2007年　富士急ハイランド トゥリトネスWB公演

## 競泳歴
- 1993年　中国地域中学最高記録を樹立（100m平泳ぎ）
- 1994年　国体8位入賞（200m平泳ぎ）・山口県最高記録樹立（100m平泳ぎ・200m平泳ぎ）
- 1995年　アトランタオリンピック選考会出場・全国ジュニアオリンピック3位入賞（100m平泳ぎ）
- 1996年　中国高校選手権3連覇達成（100m平泳ぎ）

## 主なメディア出演歴
- フジテレビ「めざましテレビ」
- フジテレビ「めざましどようび」
- フジテレビ「情報プレゼンター とくダネ!」
- フジテレビ「F2スマイル」
- フジテレビ「スーパーニュース」
- フジテレビ「FNS27時間テレビ」
- 日本テレビ「NNN Newsリアルタイム」
- TBS「アッコにおまかせ!」
- TYS「週末ちぐまや家族」
- TYS「週末ちぐまや家族スペシャル」
- テレビ西日本「ハチナビプラス　スーパーニュース」
- KRY「熱血テレビ」